# Episode II
Episode II er det syvende studiealbum fra den danske percussionduo Safri Duo. Det blev udgivet den 28. maj 2001 på Universal, og var gruppens store gennembrud. Det modtog tre ud af seks stjerner i musikmagasinet GAFFA.
Albummet indeholdt singlen "Played-A-Live", der blev et stort hit verden over. Sangen modtog prisen som Årets danske klubhit ved Danish Music Awards 2001, og i 2002 vandt den prisen som Årets danske hit og Årets danske radiohit. Albummet vandt både Årets danske album, Årets danske dance udgivelse, Årets danske producer og Danish Music Export Award ved DMA. Til Danish Dance Awards i 2002 vandt albummet prisen som "Årets Danske Dance Club Album", mens "Baya Baya" vandt prisen som "Årets Danske Dance Video". Episode II solgte 130.000 eksemplarer i 2001, og var dermed det bedst sælgende album i Danmark dette år, og det endte med at sælge over 160.000 eksemplarer. Samlet solgte Episode II en million eksemplarer internationalt. Albummet blev senere genudsendt i en ny version i 2002, der bl.a. indeholdt en genindspilning af "Sweet Freedom" med Michael McDonald.

## Spor
- Alle sange er produceret af Safri Duo og Michael Parsberg, undtagen "Sweet Freedom" produceret af Safri Duo, Ingo Kunzi, og Michael Parsberg.

### Episode II– standard udgave
| #  | Titel                            | Sangskriver(e)                              | Længde |
| -- | -------------------------------- | ------------------------------------------- | ------ |
| 1. | "Played-A-Live (The Bongo Song)" | Morten Friis, Uffe Savery, Michael Parsberg | 6:45   |
| 2. | "Snakefood"                      | Friis, Savery, Parsberg                     | 6:03   |
| 3. | "A-Gusta"                        | Friis, Savery                               | 5:38   |
| 4. | "Samb-Adagio"                    | Friis, Savery, Parsberg                     | 5:57   |
| 5. | "Everything"                     | Friis, Savery                               | 6:01   |
| 6. | "Everything Epilogue"            | Friis, Savery                               | 2:38   |
| 7. | "Crazy Benny"                    | Friis, Savery, Parsberg                     | 5:32   |
| 8. | "Baya Baya"                      | Friis, Savery                               | 5:26   |
| 9. | "Adagio"                         | Friis, Savery, Parsberg                     | 5:11   |

| 10. | "Samb-Adagio" (Riva remix)              |  |
| 11. | "Played-A-Live" (Darude vs. JS16 remix) |  |
| 12. | "Baya Baya" (Future Breeze radio edit)  |  |
| 13. | "Everything" (DJ Asle deep dub)         |  |

| 10. | "Played-A-Live (The Bongo Song)" (Nick Sentience mix)  |  |
| 11. | "Samb-Adagio" (Airscape remix)                         |  |
| 12. | "Played-A-Live (The Bongo Song)" (Darude vs. JS16 mix) |  |
| 13. | "Baya Baya" (Future Breeze radio edit)                 |  |
| 14. | "Sweet Freedom" (featuring Michael McDonald)           |  |

### Episode II– New Edition
| #   | Titel                                                | Sangskriver(e)                              | Længde |
| --- | ---------------------------------------------------- | ------------------------------------------- | ------ |
| 1.  | "Played-A-Live (The Bongo Song)"                     | Morten Friis, Uffe Savery, Michael Parsberg | 6:45   |
| 2.  | "Snakefood"                                          | Friis, Savery, Parsberg                     | 6:04   |
| 3.  | "A-Gusta"                                            | Friis, Savery                               | 5:38   |
| 4.  | "Samb-Adagio"                                        | Friis, Savery, Parsberg                     | 5:57   |
| 5.  | "Everything"                                         | Friis, Savery                               | 6:01   |
| 6.  | "Everything Epilogue"                                | Friis, Savery                               | 2:36   |
| 7.  | "Sweet Freedom" (featuring Michael McDonald)         | Rod Temperton                               | 3:23   |
| 8.  | "Crazy Benny"                                        | Friis, Savery, Parsberg                     | 5:32   |
| 9.  | "Baya Baya"                                          | Friis, Savery                               | 5:25   |
| 10. | "Adagio"                                             | Friis, Savery, Parsberg                     | 5:13   |
| 11. | "Played-A-Live" (Darude vs. JS16 remix) (bonus spor) | Friis, Savery, Parsberg                     | 5:13   |

### Episode II– The Remix Edition
| 1.  | "Played-A-Live (The Bongo Song)"             | Morten Friis, Uffe Savery, Michael Parsberg | 6:45 |
| 2.  | "Snakefood"                                  | Friis, Savery, Parsberg                     | 6:03 |
| 3.  | "A-Gusta"                                    | Friis, Savery                               | 5:38 |
| 4.  | "Samb-Adagio"                                | Friis, Savery, Parsberg                     | 5:57 |
| 5.  | "Everything"                                 | Friis, Savery                               | 6:01 |
| 6.  | "Everything Epilogue"                        | Friis, Savery                               | 2:35 |
| 7.  | "Sweet Freedom" (featuring Michael McDonald) | Rod Temperton                               | 3:23 |
| 8.  | "Crazy Benny"                                | Friis, Savery, Parsberg                     | 5:32 |
| 9.  | "Baya Baya"                                  | Friis, Savery                               | 5:26 |
| 10. | "Adagio"                                     | Friis, Savery, Parsberg                     | 5:11 |

| 1. | "Sweet Freedom" (featuring Michael McDonald) (extended club version) | 5:09 |
| 2. | "Played-A-Live" (Darude vs. JS16 remix)                              | 7:28 |
| 3. | "Played-A-Live" (Airscape remix)                                     | 6:53 |
| 4. | "Played-A-Live" (Spanish Fly remix)                                  | 9:35 |
| 5. | "Samb-Adagio" (Cosmic Gate remix)                                    | 7:41 |
| 6. | "Samb-Adagio" (Riva mix)                                             | 7:28 |
| 7. | "Baya Baya" (ATFC Dawn Vocal)                                        | 8:16 |
| 8. | "Baya Baya" (Future Breeze remix)                                    | 8:49 |
| 9. | "Everything" (DJ Asle Deep Dub edit)                                 | 7:23 |